# Loch Uisge
Loch Uisge är en sjö i Storbritannien.   Den ligger i kommunen Highland och riksdelen Skottland, i den nordvästra delen av landet, 700 km nordväst om huvudstaden London. Loch Uisge ligger 209 meter över havet. Trakten runt Loch Uisge består i huvudsak av gräsmarker.